# Leichtathletik-Europameisterschaften 1971/100 m der Männer

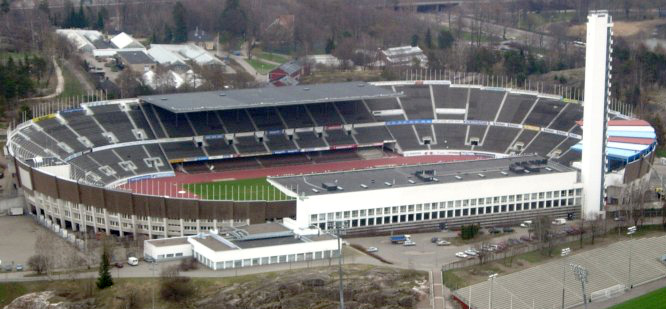
Das Olympiastadion von Helsinki im Jahr 2005

Der 100-Meter-Lauf der Männer bei den Leichtathletik-Europameisterschaften 1971 wurde am 10. und 11. August 1972 im Olympiastadion von Helsinki ausgetragen.
Europameister wurde Titelverteidiger Walerij Borsow aus der Sowjetunion. Er gewann vor dem bundesdeutschen Sprinter Gerhard Wucherer. Bronze ging an den Griechen Vasilis Papageorgopoulos.

## Rekorde
Vorbemerkung:

In diesen Jahren gab es bei den Bestleistungen und Rekorden eine Zweiteilung. Es wurden nebeneinander handgestoppte und elektronisch ermittelte Leistungen geführt. Die offizielle Angabe der Zeiten erfolgte in der Regel noch in Zehntelsekunden, die bei Vorhandensein elektronischer Messung gerundet wurden. Wegen des Wegfalls der Reaktionszeit des Zeitnehmers bei elektronischer Zeitnahme stand in der Diskussion, einen sogenannten Vorschaltwert einzuführen, um die handgestoppten Leistungen nicht automatisch besser zu stellen. Doch es blieb dann bei der korrekten Angabe dieser Zeiten, die später auch offiziell mit Hundertstelsekunden nach dem Komma geführt wurden.

### Offizielle Rekorde – Angabe in Zehntelsekunden

#### Bestehende Rekorde
| Weltrekord   | 09,9 s | Jim Hines        | Sacramento, USA                                                | 20. Juni 1968      |
| Weltrekord   | 09,9 s | Ronnie Ray Smith | Sacramento, USA                                                | 20. Juni 1968      |
| Weltrekord   | 09,9 s | Charles Greene   | Sacramento, USA                                                | 20. Juni 1968      |
| Weltrekord   | 09,9 s | Jim Hines        | OS Mexiko-Stadt, Mexiko                                        | 14. Oktober 1968   |
| Europarekord | 10,0 s | Armin Hary       | Zürich, Schweiz                                                | 21. Juni 1960      |
| Europarekord | 10,0 s | Roger Bambuck    | Sacramento, USA (Vorlauf)                                      | 20. Juni 1968      |
| Europarekord | 10,0 s | Roger Bambuck    | Sacramento, USA (Halbfinale)                                   | 20. Juni 1968      |
| Europarekord | 10,0 s | Wladislaw Sapeja | Leningrad (heute St. Petersburg), Sowjetunion (heute Russland) | 20. Juli 1968      |
| Europarekord | 10,0 s | Wladislaw Sapeja | Leninakan (heute Gjumri), Sowjetunion (heute Armenien)         | 15. August 1968    |
| Europarekord | 10,0 s | Walerij Borsow   | Kiew, Sowjetunion (heute Ukraine)                              | 18. August 1969    |
| Europarekord | 10,0 s | Gert Metz        | Burg Gretesch, BR Deutschland (heute Deutschland)              | 16. Juni 1970      |
| Europarekord | 10,0 s | Manfred Kokot    | Erfurt, DDR (heute Deutschland)                                | 15. Mai 1971       |
| Europarekord | 10,0 s | Walerij Borsow   | Kiew, Sowjetunion (heute Ukraine)                              | 21. Juni 1971      |
| EM-Rekord    | 10,3 s | Marian Foik      | EM Belgrad, Jugoslawien (heute Serbien)                        | 12. September 1962 |
| EM-Rekord    | 10,3 s | Peter Gamper     | EM Belgrad, Jugoslawien (heute Serbien)                        | 12. September 1962 |
| EM-Rekord    | 10,3 s | Alfred Hebauf    | EM Belgrad, Jugoslawien (heute Serbien)                        | 12. September 1962 |

#### Rekordegalisierungen
Die Windbedingungen waren bei den meisten Rennen sehr ungünstig, es gab keinen einzigen Lauf mit Rückenwind. So waren schnelle Zeiten kaum möglich.
Der bestehende Meisterschaftsrekord von 10,3 s wurde zweimal egalisiert:
- Gerhard Wucherer (BR Deutschland), dritter Vorlauf am 10. August bei einem Gegenwind von 0,2 m/s
- Walerij Borsow (Sowjetunion), Finale am 11. August bei einem Gegenwind von 1,3 m/s

### Elektronisch gemessene Rekorde

#### Bestehende Rekorde
| Weltrekord   | 09,95 s | Jim Hines     | Olympische Spiele Mexiko-Stadt, Mexiko | 14. Oktober 1968 |
| Europarekord | 10,11 s | Roger Bambuck | Olympische Spiele Mexiko-Stadt, Mexiko | 14. Oktober 1968 |
| EM-Rekord    | 10,35 s | Armin Hary    | EM Stockholm, Schweden                 | 20. August 1958  |

#### Rekordverbesserungen
Der bestehende Meisterschaftsrekord wurde zweimal verbessert:
- 10,33 s – Gerhard Wucherer (BR Deutschland) – dritter Vorlauf am 10. August bei einem Gegenwind von 0,2 m/s
- 10,27 s – Walerij Borsow (Sowjetunion), Finale am 11. August bei einem Gegenwind von 1,3 m/s

## Vorrunde
10. August 1971
Die Vorrunde wurde in vier Läufen durchgeführt. Die ersten vier Athleten pro Lauf – hellblau unterlegt – qualifizierten sich für das Halbfinale.

### Vorlauf 1
Wind: −1,6 m/s
| Platz | Name                | Nation         | Offizielle Zeit (s) auf Zehntel gerundet | Inoffizielle Zeit (s) exakter Wert |
| 1     | Dominique Chauvelot | Frankreich     | 10,6                                     | 10,57                              |
| 2     | Zenon Nowosz        | Polen          | 10,6                                     | 10,62                              |
| 3     | Karlheinz Klotz     | BR Deutschland | 10,8                                     | 10,75                              |
| 4     | Raimo Vilén         | Finnland       | 10,8                                     | 10,84                              |
| 5     | Thorsten Johansson  | Schweden       | 11,0                                     | 10,95                              |
| 6     | Ole Egil Reitan     | Norwegen       | 11,1                                     | 11,14                              |

### Vorlauf 2
Wind: −1,3 m/s
| Platz | Name                | Nation           | Offizielle Zeit (s) auf Zehntel gerundet | Inoffizielle Zeit (s) exakter Wert |
| 1     | Walerij Borsow      | Sowjetunion      | 10,6                                     | 10,56                              |
| 2     | Hans-Jürgen Bombach | DDR              | 10,8                                     | 10,75                              |
| 3     | Eckart Brieger      | BR Deutschland   | 10,8                                     | 10,77                              |
| 4     | Norberto Oliosi     | Italien          | 10,8                                     | 10,82                              |
| 5     | José Luis Sánchez   | Spanien          | 10,9                                     | 10,87                              |
| 6     | Petr Utekal         | Tschechoslowakei | 11,0                                     | 10,98                              |
| 7     | Alexandru Munteanu  | Rumänien         | 11,0                                     | 10,99                              |
| 8     | Ertün Erdöl         | Türkei           | 11,2                                     | 11,22                              |

### Vorlauf 3

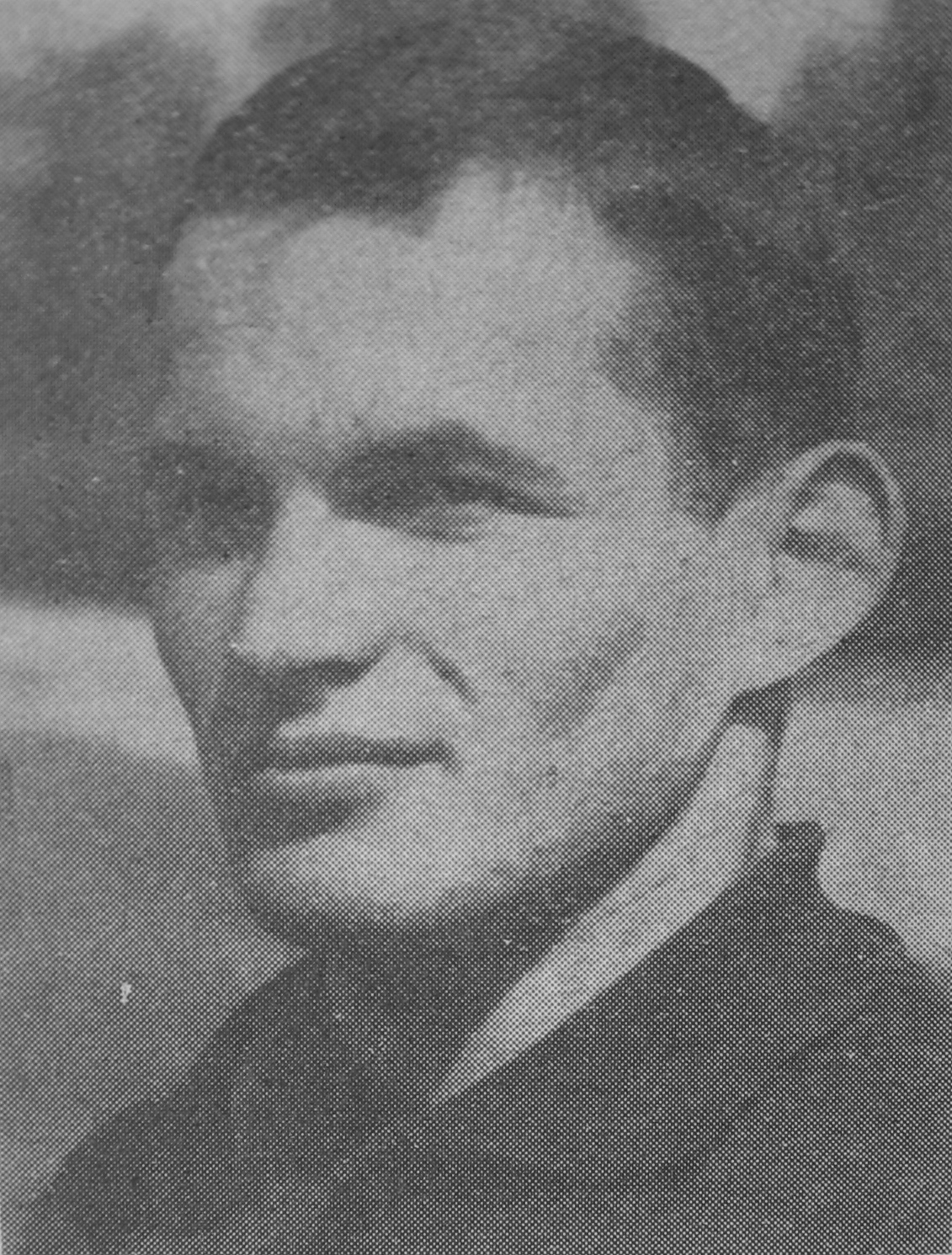
Wiesław Maniak, Europameister von 1966, überstand diesmal nicht den Vorlauf

Wind: −0,2 m/s
| Platz | Name               | Nation           | Offizielle Zeit (s) auf Zehntel gerundet | Inoffizielle Zeit (s) exakter Wert |
| 1     | Gerhard Wucherer   | BR Deutschland   | 10,3 CRe                                 | 10,33 CRel                         |
| 2     | Gilles Échevin     | Frankreich       | 10,40000                                 | 10,4400000                         |
| 3     | Alexandr Korneljuk | Sowjetunion      | 10,40000                                 | 10,4400000                         |
| 4     | Brian Green        | Großbritannien   | 10,50000                                 | 10,4500000                         |
| 5     | Wiesław Maniak     | Polen            | 10,70000                                 | 10,7400000                         |
| 6     | Juraj Demeč        | Tschechoslowakei | 10,80000                                 | 10,7700000                         |
| 7     | Manfred Kokot      | DDR              | 10,80000                                 | 10,7800000                         |
| 8     | Bjarni Stefánsson  | Island           | 11,00000                                 | 11,0000000                         |

### Vorlauf 4
Wind: ±0,0 m/s
| Platz | Name                     | Nation           | Offizielle Zeit (s) auf Zehntel gerundet | Inoffizielle Zeit (s) exakter Wert |
| 1     | Vasilis Papageorgopoulos | Griechenland     | 10,5                                     | 10,46                              |
| 2     | Siegfried Schenke        | DDR              | 10,6                                     | 10,56                              |
| 3     | Luděk Bohman             | Tschechoslowakei | 10,7                                     | 10,69                              |
| 4     | Philippe Clerc           | Schweiz          | 10,7                                     | 10,71                              |
| 5     | Tadeusz Cuch             | Polen            | 10,8                                     | 10,75                              |
| 6     | Søren Viggo Pedersen     | Dänemark         | 10,8                                     | 10,83                              |
| 7     | René Metz                | Frankreich       | 11,3                                     | 11,27                              |

## Halbfinale
11. August 1971, 17:15 Uhr
In den beiden Halbfinalläufen qualifizierten sich die jeweils ersten vier Athleten – hellblau unterlegt – für das Finale.

### Lauf 1
Wind: ±0,0 m/s
| Platz | Name                     | Nation         | Offizielle Zeit (s) auf Zehntel gerundet | Inoffizielle Zeit (s) exakter Wert |
| 1     | Gilles Échevin           | Frankreich     | 10,4                                     | 10,44                              |
| 2     | Vasilis Papageorgopoulos | Griechenland   | 10,5                                     | 10,51                              |
| 3     | Alexandr Korneljuk       | Sowjetunion    | 10,5                                     | 10,52                              |
| 4     | Siegfried Schenke        | DDR            | 10,5                                     | 10,54                              |
| 5     | Norberto Oliosi          | Italien        | 10,7                                     | 10,68                              |
| 6     | Karlheinz Klotz          | BR Deutschland | 10,7                                     | 10,69                              |
| 7     | Philippe Clerc           | Schweiz        | 10,7                                     | 10,70                              |
| DNS   | Raimo Vilén              | Finnland       |                                          |                                    |

### Lauf 2
Wind: ±0,0 m/s
| Platz | Name                | Nation           | Offizielle Zeit (s) auf Zehntel gerundet | Inoffizielle Zeit (s) exakter Wert |
| 1     | Walerij Borsow      | Sowjetunion      | 10,4                                     | 10,36                              |
| 2     | Gerhard Wucherer    | BR Deutschland   | 10,4                                     | 10,44                              |
| 3     | Zenon Nowosz        | Polen            | 10,6                                     | 10,56                              |
| 4     | Dominique Chauvelot | Frankreich       | 10,6                                     | 10,60                              |
| 5     | Brian Green         | Großbritannien   | 10,6                                     | 10,62                              |
| 6     | Hans-Jürgen Bombach | DDR              | 10,8                                     | 10,75                              |
| 7     | Eckart Brieger      | BR Deutschland   | 10,8                                     | 10,77                              |
| 8     | Luděk Bohman        | Tschechoslowakei | 10,8                                     | 10,84                              |

## Finale

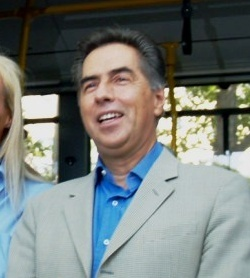
Bronzemedaillengewinner Vasilis Papageorgopoulos
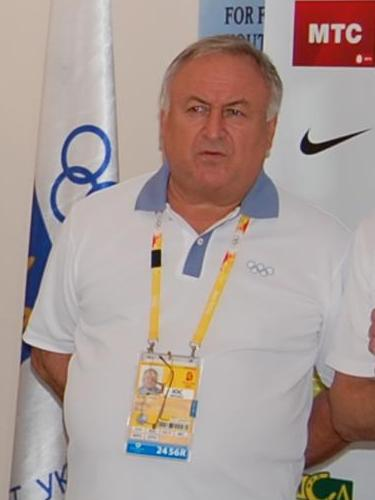
Walerij Borsow (hier im Jahr 2012) verteidigte seinen Titel von 1969 und gewann anschließend auch den 200-Meter-Lauf – ein Jahr später wurde er dann Doppelolympiasieger auf beiden Sprintstrecken

11. August 1971, 18:55 Uhr
Wind: −1,3 m/s
| Platz | Name                     | Nation         | Offizielle Zeit (s) auf Zehntel gerundet | Inoffizielle Zeit (s) exakter Wert |
| 1     | Walerij Borsow           | Sowjetunion    | 10,3 CRe                                 | 10,27 CRel                         |
| 2     | Gerhard Wucherer         | BR Deutschland | 10,50000                                 | 10,4900000                         |
| 3     | Vasilis Papageorgopoulos | Griechenland   | 10,60000                                 | 10,5600000                         |
| 4     | Siegfried Schenke        | DDR            | 10,60000                                 | 10,6300000                         |
| 5     | Zenon Nowosz             | Polen          | 10,70000                                 | 10,6600000                         |
| 6     | Alexandr Korneljuk       | Sowjetunion    | 10,70000                                 | 10,6600000                         |
| 7     | Dominique Chauvelot      | Frankreich     | 10,70000                                 | 10,6700000                         |
| 8     | Gilles Échevin           | Frankreich     | 11,40000                                 | k. A.00000                         |

## Video
- EUROPEI DI HELSINKI 1971 100 BORZOV, youtube.com, abgerufen am 25. Juli 2022